# Sinocyclocheilus guangxiensis
Sinocyclocheilus guangxiensis är en fiskart som beskrevs av Zhou och Li, 1998. Sinocyclocheilus guangxiensis ingår i släktet Sinocyclocheilus och familjen karpfiskar. Inga underarter finns listade i Catalogue of Life.